# Looze
Looze is een gemeente in het Franse departement Yonne (regio Bourgogne-Franche-Comté) en telt 433 inwoners (2004). De plaats maakt deel uit van het arrondissement Auxerre.

## Geografie
De oppervlakte van Looze bedraagt 6,4 km², de bevolkingsdichtheid is 67,7 inwoners per km².
De onderstaande kaart toont de ligging van Looze met de belangrijkste infrastructuur en aangrenzende gemeenten.

## Demografie
Onderstaande figuur toont het verloop van het inwonertal (bron: INSEE-tellingen).